# Parafia św. Faustyny Kowalskiej w Jakubowicach Konińskich
Parafia św. Faustyny Kowalskiej w Jakubowicach Konińskich - parafia rzymskokatolicka należąca do dekanatu Lublin - Północ archidiecezji lubelskiej. Została erygowana 22 czerwca 2004 przez abpa Józefa Życińskiego. Swym zasięgiem obejmuje wsie Jakubowice Konińskie oraz Smugi

## Księża
- ks. kanonik Janusz Latoch, proboszcz (od 2004)